# Voyage à Rodrigues
Pour les articles homonymes, voir Rodrigues (homonymie).
Voyage à Rodrigues est un roman de Jean-Marie Gustave Le Clézio. Il fait suite à un autre roman, Le Chercheur d'or. C'est un voyage sur les traces du grand-père de l'auteur.
À la charnière des pages 44 et 45, une phrase englobe des idées et une formulation emblématique de la pensée de JMG Le Clézio. Un parallèle intéressant est fait entre d'une part les ancêtres libres qui voyageaient dans un monde exempt de frontières et d'autre part le peuple des oiseaux de mer.
« Le chercheur de chimères laisse son ombre après lui. » C'est ainsi que JMG Le Clézio qualifie ce grand-père qui l'intrigue tant, qu'il traque sur ce caillou de l'océan indien qu'est l'île Rodrigues. Voyage initiatique s'il en est, à la rencontre de ses racines, sur les traces de ce grand-père qui croyait tant à la chimère, à 'l'île au trésor' qu'il y a consacré toute une partie de sa vie.
L'île Rodrigues, à proximité de La Réunion et de l'île Maurice dont elle dépend, il la décrit comme « issue de la mer, portant sur elle l'histoire des premières ères : blocs de lave jetés, cassés, coulées de sable noir, poudre où s'accrochent les racines de vacoas comme des tentacules. » Pour lui, c'est le bout du voyage.
Pourquoi ce voyage à Rodrigues ? s'interroge-t-il. « N'est-ce pas comme pour le personnage de Wells, pour chercher à remonter le temps ? » Il se demande aussi comment un homme, son grand-père, a pu endurer  pareilles conditions de vie, pareille solitude, comment définir cette obsession, cerner avec des mots "cette fièvre du chercheur d'or", « le langage est un secret, un mystère », remarque-t-il en écrivain qui y a lui-même été confronté, mais celui de son grand-père est particulier, avec « la géométrie comme premier langage », fait de bribes, constitué au fur et à mesure de ses recherches.
Ceci en dit long sur l'homme car « il n'y a pas d'archéologie sans écriture ». Cette obsession, cette recherche harassante d'un trésor hypothétique, c'est avant tout la quête d'un bonheur perdu après la vente  de son domaine Euréka à Maurice et l'errance de la famille. Cette quête sonne comme une revanche, s'inscrit dans le destin de cette famille car « s'il n'y avait eu Euréka, si mon grand-père n'en avait été chassé avec toute sa famille, sa quête de l'or du Corsaire n'aurait pas eu de sens. Cela n'aurait pas été une aventure aussi inquiétante, totale ». Le Clézio est frappé par ce contraste entre l'obsession solitaire de son grand-père et la guerre qui fait rage en Europe et dans le monde, c'est le rêve irréalisable comme le monde qui s'enfonce dans la guerre, qui impose sa présence inquiétante. « Comment oublier le monde, écrit-il, peut-on chercher le bonheur quand tout parle de destruction ? » C'est ainsi : « Le monde est jaloux... il vient vous retrouver là où vous êtes, au fond d'un ravin, il fait entendre sa rumeur de peur et de haine... »  
Lui aussi, l'auteur, le petit-fils, se sent floué par ce voyage : « Maintenant je le sais bien. On ne partage pas les rêves ».